# Meglos
Meglos est le cent dixième épisode de la première série de la série télévisée britannique de science-fiction Doctor Who. Il fut originellement diffusé sur la BBC en quatre parties du 27 septembre au 18 octobre 1980.

## Accroche
Le Docteur et Romana arrivent sur la planète Tigella où la population est divisée entre les factions religieuses et les factions scientifiques. La principale source de pouvoir de Tigella, le Dodécaèdre, commence à avoir des problèmes, mais les religieux empêchent les savants d'y accéder. Sur une planète non loin, une entité du nom de Meglos décide de le voler.

## Distribution
- Tom Baker — Le Docteur
- Lalla Ward — Romana
- John Leeson - Voix de K-9
- Jacqueline Hill — Lexa
- Bill Fraser — Général Grugger
- Frederick Treves — Lieutenant Brotadac
- Crawford Logan — Deedrix
- Edward Underdown — Zastor
- Colette Gleeson — Caris
- Christopher Owen — L'hôte
- Simon Shaw — Garde de Tigellan
- Sylvia Marriott — Suivante de Lexa

## Résumé
Le système de Prion ne possède que deux planètes habitables : Zolfa-Thura, une planète déserte brulée par le soleil et Tigella, un monde de jungle peuplé par les Tigellans. Leur monde est alimenté par une source d'énergie appelée le Dodécaèdre dont plus personne ne sait d'où elle provient. Alors que celui-ci semble devenir défectueux, la civilisation est coupée en deux castes : les savants qui pensent que celui-ci est un artéfact et souhaitent le réparer et les religions Deons qui pensent qu'il s'agit d'un objet divin. Le chef de la planète, Zastor, découvre que son vieil ami, le Docteur, se trouve non loin et l'invite sur la planète afin qu'il puisse enquêter sur les défaillances du Dodécaèdre.
Au même moment, la dernière créature vivante de Zolfa-Thuran, une plante semblable à un cactus nommée Meglos, souhaite s'emparer du Dodécaèdre et aidé de deux pirates de l'espace, Grugger et Brotadac, il emprisonne le Docteur, Romana et K-9 dans une boucle temporelle, à bord du TARDIS peu de temps avant leur arrivée. Puis, Meglos se sert du corps d'un humain qu'il manipule pour prendre la forme du Docteur. Il se fait introniser par Zastor et la prêtresse Lexa afin d'approcher le Dodécaèdre. L'ayant approché, il le réduit et réussit à le voler. Étant parvenu à s'enfuir de la boucle, le Docteur parvient sur Tigellan et est arrêté sur les ordres de Lexa.
L'homme qu'utilise Meglos se rebelle, ce qui provoque un changement de forme temporaire. Enfermé à l'intérieur de la cité, il prend une scientifique, Caris, en otage et parvient à retourner sur Zolfa-Thuran. Pendant ce temps, Romana va mener les hommes de Grugger et Brotadac auprès de plantes carnivores géantes et le Docteur réussit à prouver sa bonne foi. Lexa se sacrifie en sauvant Romana du tir d'un homme de main de Grugger. Ils utilisent le TARDIS pour atterrir sur Zolfa-Thura, où le Docteur découvre que Meglos compte se servir du Dodecaèdre pour détruire la planète Tigella.
Le Docteur parvient à se faire passer pour Meglos et change l'alignement de l'arme. La planète Zolfa-Thura finit par exploser avec Meglos, les pirates et le Dodecaèdre. Les habitants de Tigella décident de bâtir une nouvelle civilisation. Alors qu'ils tentent de ramener l'homme ayant servi d'hôte pour Meglos sur Terre, Romana reçoit un message des seigneurs du temps qui lui demande de revenir sur Gallifrey.

### Continuité
- Le Docteur et Romana réparent K-9 qui était en panne après être tombé dans l'eau dans l'épisode précédent.
- Le message reçu par Romana renvoie au prochain épisode.

## Production

### Écriture
Afin de trouver du sang neuf pour la série Doctor Who, le producteur John Nathan-Turner et le script-éditor (responsable des scénarios) Christopher H. Bidmead engagèrent un duo de scénaristes, Andrew McCulloch et John Flanagan, afin d'écrire un épisode, à l'essai. L'idée de Meglos fut proposée sous le nom de "Golden Star" ("L'étoile dorée") et commandée le 10 mars 1980. Ne faisant pas apparaître le personnage d'Adric, l'épisode fut programmé pour être le second de la saison. Jusqu'à fin avril, l'épisode connaîtra de nombreux titres de travail, comme “The Golden Pentangle” ("Le Pentangle doré"), “The Golden Pentagram” ("Le Pentagramme doré") “The Last Sol-Fataran” ("Le dernier des Sol-Fataran") et “The Last Zolfa-Thuran” ("Le dernier des Zolfa-Thuran") avant d'avoir le nom éponyme du méchant.
Souhaitant que la série soit plus orientée science-fiction, Bidmead souhaitera que la boucle temporelle soit appelée l'élément chronique d'hystérie en rapport avec un phénomène de boucle liée à l'électromagnétisme. McCulloch et Flanagan écriront le nom de Brotadac afin qu'il soit l'acronyme de "bad actor" ("mauvais acteur."). McCulloch et Flanagan tenteront d'écrire un épisode pour la saison 19 intitulé “Project Zeta-Sigma” mais celui-ci sera finalement abandonné.

### Casting
- Jacqueline Hill, qui avait joué un des compagnons du premier Docteur, Barbara Wright, apparaît dans le rôle de la prêtresse Lexa[2], devenant la seule actrice ayant joué un rôle récurrent dans la série, à revenir dans la série pour un rôle différent. Sa participation fut proposée par le producteur Alvin Rakoff, le mari de Jacqueline Hill, un ami de Terence Dudley. À l'origine, son personnage devait juste repartir, mais Bidmead proposa qu'elle se sacrifie à la fin de l'épisode.
- Bill Fraser n'accepta le rôle de Grugger qu'à condition que son personnage donne un coup de pied à K-9[3]. Sa requête fut acceptée. Le même acteur réapparaîtra dans l'épisode pilote du spin-off K-9 and Company.

### Tournage
Le réalisateur engagé pour cet épisode est Terence Dudley, qui avait travaillé en même temps que John Nathan-Turner sur la série All Creatures Great And Small. Dudley avait été aussi réalisateur et producteur sur les séries Doomwatch et Survivors. Dudley était aussi scénariste et écrira, après cet épisode, des scénarios pour les prochaines saisons. Afin d'économiser de l'argent, l'épisode fut totalement tourné en studio.
Le tournage en studio débuta par une première session du 25 au 27 juin 1980 au studio 8 du Centre télévisuel de la BBC par l'enregistrement des scènes se déroulant sur la planète Tigella. Tom Baker se remettait à l'époque de la maladie qui l'avait handicapé sur le tournage de « State of Decay ». La seconde session eut lieu en 4 jours du 10 au 12 juin au studio 3 et se concentra sur les scènes sur Zolfa-Thura, les maquettes, la jungle de Tigella et le vaisseau Gaztak. Durant cette session, l'équipe de production se fit offrir par la BBC l'occasion de tester une caméra Scene-Sync, bien plus mobile, et permettant de faire des effets spéciaux bien plus fluides. L'épisode est le seul de la série à avoir été tourné avec ce type de caméras.
Les effets sonores utilisés pour simuler l'arrivée du Fendahl dans « Image of the Fendahl » ont été utilisés pour l'atmosphère de fond de la jungle des Tigellans.

## Diffusion et Réception
| Épisode | Date de diffusion | Durée | Téléspectateurs en millions | Archives            |
| --- | ----------------- | ----- | --------------------------- | ------------------- |
| Épisode 1                                                                                                   | 27 septembre 1980 | 24:43 | 5,0                         | Bandes couleurs PAL |
| Épisode 2                                                                                                   | 4 octobre 1980    | 21:24 | 4,2                         | Bandes couleurs PAL |
| Épisode 3                                                                                                   | 11 octobre 1980   | 21:19 | 4,7                         | Bandes couleurs PAL |
| Épisode 4                                                                                                   | 18 octobre 1980   | 19:30 | 4,7                         | Bandes couleurs PAL |
| Diffusé en quatre parties du 27 septembre au 18 octobre 1980, cet épisode fit un score d'audience décevant. |                   |       |                             |                     |

Après la diffusion de cet épisode, la version "Meglos" de Tom Baker en cire fut installée à côté de celle du Docteur à l'exposition temporaire "The Doctor Who Experience at Madam Tussauds", au musée de Madame Tussauds.

### Critiques
En 1995, dans le livre « Doctor Who : The Discontinuity Guide », Paul Cornell, Martin Day, et Keith Topping trouvent qu'après un bon démarrage, l'épisode commence à être un peu ennuyeux et qu'il manque d'enjeux sur l'identité de Meglos. Néanmoins, ils saluent les bonnes idées du script et la réalisation." Les auteurs de « Doctor Who : The Television Companion » (1998) sont plus réservés. Après être revenus sur les mauvaises critiques reçues par l'épisode à l'époque, ils estiment que le casting, à l'exception de Jacqueline Hill, a l'air d'être sorti d'une troupe d'amateurs. Ils saluent néanmoins le jeu d'acteur de Lalla Ward, ainsi que celui de Tom Baker qui s'en sort très bien à jouer à la fois le Docteur et Meglos. Ils estiment que les idées sont intéressantes et la réalisation assez bonne.
En 2011, Mark Braxton de Radio Times juge l'histoire bien produite et bien réalisée, même s'il trouve que le méchant de l'histoire est véritablement stupide.

## Novélisation
L'épisode fut romancé par Terrance Dicks et publié le 5 mai 1983. Le roman porte le numéro 75 de la collection Doctor Who des éditions Target Books. Dicks donne un nom à l'humain qui sert d'hôte à Meglos et termine le livre avec son retour sur Terre.
Cette novélisation fut traduite en français en septembre 1987 par les éditions Garancière dans la collection Igor et Grichka Bogdanov présentent Doctor Who sous le titre "Docteur Who - Le Masque de Mandragore" et porte le no 6 de la collection. La traduction est de Corine Derblum. et l'illustration de couverture de Jean-François Pénichoux. À noter que les Frères Bogdanov n'ont jamais eu vraiment aucun rôle dans cette histoire. Les droits de la série appartenaient à l'époque à TF1 et elle aurait dû être diffusée dans Temps X mais la série fut finalement diffusée confidentiellement le dimanche matin.

## Éditions commerciales
L'épisode n'a jamais été édité en français, mais a connu plusieurs éditions au Royaume-Uni et dans les pays anglophones.
- L'épisode est sorti en VHS en avril 2003.
- En 2002, la bande originale de l'épisode par Paddy Kingsland et Peter Howell est sortie en CD sous le titre : Doctor Who at the BBC Radiophonic Workshop Volume 4: Meglos & Full Circle
- L'épisode fut édité en DVD le 10 janvier 2011. L'édition contient les commentaires audios de Lalla Ward, Christopher Owen (Earthling), le co-scénariste John Flanagan et des compositeurs Paddy Kingsland and Peter Howell, ainsi qu'un documentaire sur l'écriture de l'épisode, des témoignages sur la création de cet épisode, un petit documentaire sur Jacqueline Hill et d'autres bonus. Cette version connut une réédition en DVD dans le cadre des Doctor Who DVD Files, le 6 mars 2013.